# Pseudagrion salisburyense
Pseudagrion salisburyense – gatunek ważki z rodziny łątkowatych (Coenagrionidae). Występuje w Afryce Subsaharyjskiej – od Etiopii przez Demokratyczną Republikę Konga po Angolę oraz na południe po RPA i Namibię.
W RPA imago lata przez cały rok. Długość ciała 35–38 mm. Długość tylnego skrzydła 20,5–21 mm.